# 普拉茨茅斯
普拉茨茅斯（英語：Plattsmouth）是美国內布拉斯加州卡斯縣的县治，2010年的人口为6,502人。

## 歷史
1804年，劉易斯與克拉克遠征隊經過普拉特河河口，河口位於現在的普拉茨茅斯以北。

## 地理
普拉茨茅斯位於密蘇里河西岸，面積為8.05平方千米，當中陸地面積為8.03平方千米，水域面積為0.03平發公里。